# Mesabolivar cyaneomaculatus
Mesabolivar cyaneomaculatus là một loài nhện trong họ Pholcidae. Loài này được phát hiện ở Brasil.